# Лофолл (Вашингтон)
Лофолл (англ. Lofall) — переписна місцевість (CDP) в США, в окрузі Кітсеп штату Вашингтон. Населення — 2211 особа (2020).

## Географія
Лофолл розташований за координатами 47°48′39″ пн. ш. 122°39′9″ зх. д. / 47.81083° пн. ш. 122.65250° зх. д. (47.810949, -122.652401).  За даними Бюро перепису населення США в 2010 році переписна місцевість мала площу 5,18 км², з яких 5,18 км² — суходіл та 0,00 км² — водойми.

## Демографія
Згідно з переписом 2010 року, у переписній місцевості мешкало 2289 осіб у 871 домогосподарстві у складі 668 родин. Густота населення становила 442 особи/км².  Було 952 помешкання (184/км²).
Расовий склад населення:
| - 92,2 % — білих - 1,2 % — чорних або афроамериканців - 1,2 % — азіатів - 0,6 % — корінних американців - 0,2 % — вихідців з тихоокеанських островів |

До двох чи більше рас належало 4,1 %. Частка іспаномовних становила 4,1 % від усіх жителів.
За віковим діапазоном населення розподілялося таким чином: 23,7 % — особи молодші 18 років, 63,5 % — особи у віці 18—64 років, 12,8 % — особи у віці 65 років та старші. Медіана віку мешканця становила 40,6 року. На 100 осіб жіночої статі у переписній місцевості припадало 97,8 чоловіків;  на 100 жінок у віці від 18 років та старших — 97,8 чоловіків також старших 18 років.
Середній дохід на одне домашнє господарство  становив 99 940 доларів США (медіана — 70 694), а середній дохід на одну сім'ю — 113 199 доларів (медіана — 74 167). Медіана доходів становила 61 250 доларів для чоловіків та 54 567 доларів для жінок. За межею бідності перебувало 2,3 % осіб, у тому числі 0,0 % дітей у віці до 18 років та 2,6 % осіб у віці 65 років та старших.
Цивільне працевлаштоване населення становило 959 осіб. Основні галузі зайнятості: публічна адміністрація — 18,4 %, освіта, охорона здоров'я та соціальна допомога — 16,3 %, роздрібна торгівля — 14,2 %, науковці, спеціалісти, менеджери — 12,5 %.